# Imbolc
Imbolc (od staroirlandzkiego Óimelc, czyli „owcze mleko”) – przedchrześcijańskie święto celtyckie odbywające się, według celtyckiego kalendarza pierwszego dnia wiosny - 1 lutego. 
Święto to miało oznaczać oczyszczenie przez „ogień i wodę”, a poświęcone było irlandzkiej bogini wiosny, poezji, lecznictwa i rzemiosła, Brigid. Najwcześniejsze wzmianki o Imbolcu w literaturze irlandzkiej pochodzą z X wieku. Poezja z tamtego okresu odnosi święto do mleka owcy. Spekuluje się, że wynika to z cyklu hodowlanego owiec i rozpoczęcia laktacji. Festiwal Imbolc związany jest też z magią przepowiadania pogody. 
Według niektórych hipotez w wyniku chrystianizacji Celtów święto Imbolc zostało zastąpione przez Ofiarowanie Pańskie obchodzone dzień później tj. 2 lutego.
Obecnie obchodzone jest jako Dzień Świętej Brygidy.